# توماس ك. الكسندر
توماس ك. الكسندر (بالإنجليزية: Thomas C. Alexander)‏ هو سياسي أمريكي، ولد في 25 يوليو 1956 في سينيكا في الولايات المتحدة. حزبياً، نشط في الحزب الجمهوري. وقد انتخب عضو مجلس نواب كارولاينا الجنوبية وانتخب عضو مجلس ولاية كارولاينا الجنوبية.